# Brandivy
Brandivy [bʁɑ̃divi] est une commune française, située dans le département du Morbihan en région Bretagne.

## Toponymie
Le nom breton de la commune est Brandevi. De Bre, signifiant la colline et de Saint Ivy.

## Géographie
| La Chapelle-Neuve |           | Moustoir-Ac |
| Pluvigner         | Brandivy  | Grand-Champ |
|                   | Plumergat |             |

Le bourg domine la vallée du Loc'h, très encaissée à cet endroit.

### Hydrographie
Pour un article plus général, voir Réseau hydrographique du Morbihan.
La commune est située dans le bassin Loire-Bretagne. Elle est drainée par l'Auray, le Pont Fao, le ruisseau de Pont Normand, le Cordier et le Runio, et un autre petit cours d'eau,.
L'Auray, d'une longueur de 56 km km, prend sa source dans la commune de Plaudren et se jette  dans la baie de Quiberon en limite de Locmariaquer et de Baden, après avoir traversé dix communes. 

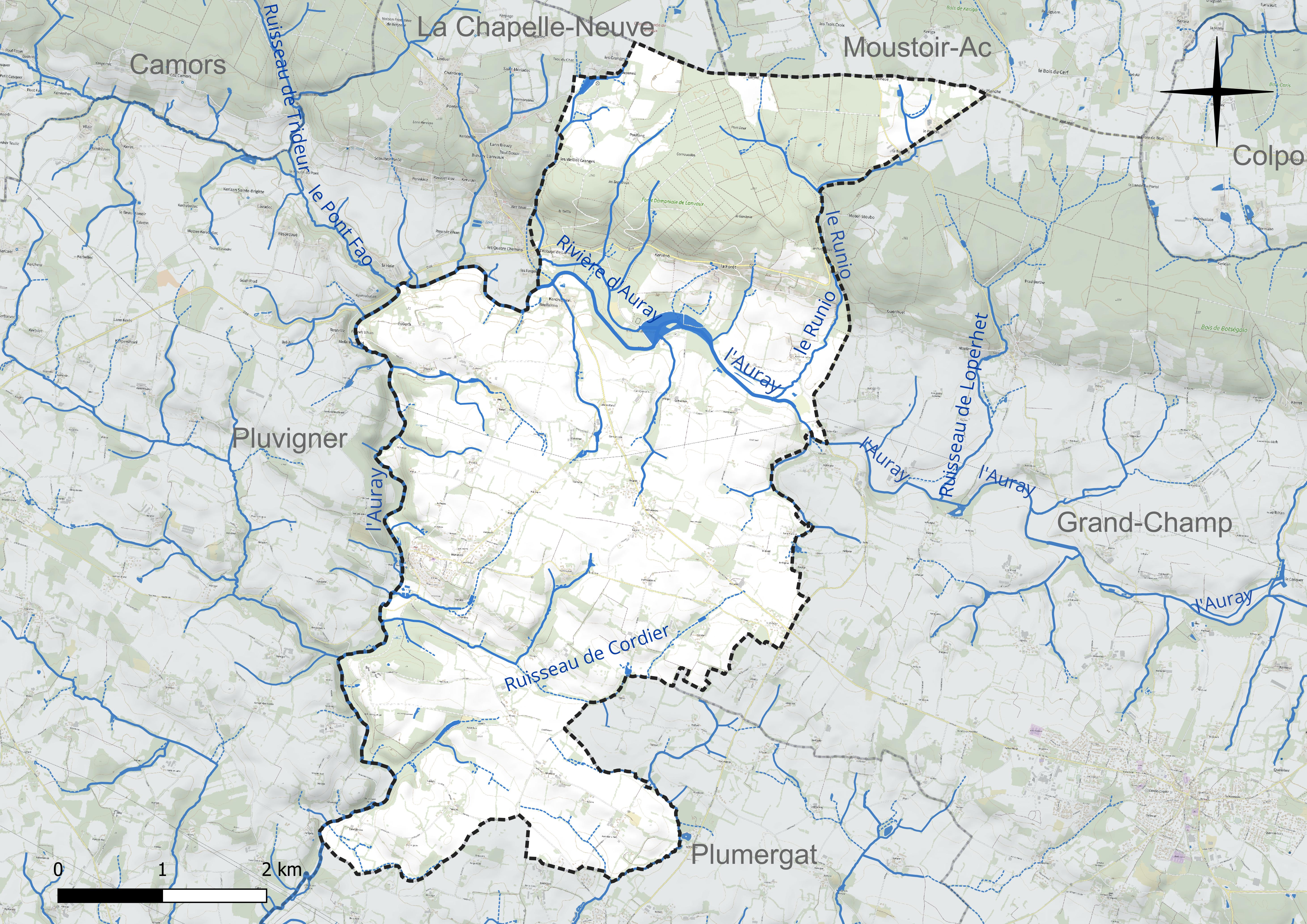
Réseau hydrographique de Brandivy.

Un plan d'eau complète le réseau hydrographique : l'étang de la Forêt (9,66 ha),.

### Climat
Pour des articles plus généraux, voir Climat de la Bretagne et Climat du Morbihan.
En 2010, le climat de la commune est de type climat océanique franc, selon une étude du CNRS s'appuyant sur une série de données couvrant la période 1971-2000. En 2020, Météo-France publie une typologie des climats de la France métropolitaine dans laquelle la commune est exposée à un climat océanique et est dans la région climatique  Bretagne orientale et méridionale, Pays nantais, Vendée, caractérisée par une faible pluviométrie en été et une bonne insolation. Parallèlement l'observatoire de l'environnement en Bretagne publie en 2020 un zonage climatique de la région Bretagne, s'appuyant sur des données de Météo-France de 2009. La commune est, selon ce zonage, dans la zone « Intérieur », exposée à un climat médian, à dominante océanique.  
Pour la période 1971-2000, la température annuelle moyenne est de 11,7 °C, avec une amplitude thermique annuelle de 11,9 °C. Le cumul annuel moyen de précipitations est de 959 mm, avec 13,9 jours de précipitations en janvier et 7,1 jours en juillet. Pour la période 1991-2020, la température moyenne annuelle observée sur la station météorologique la plus proche, située sur la commune d'Auray à 12 km à vol d'oiseau, est de 12,6 °C et le cumul annuel moyen de précipitations est de 969,3 mm,. Pour l'avenir, les paramètres climatiques de la commune estimés pour 2050 selon différents scénarios d'émission de gaz à effet de serre sont consultables sur un site dédié publié par Météo-France en novembre 2022.

## Urbanisme

### Typologie
Au 1er janvier 2024, Brandivy est catégorisée commune rurale à habitat dispersé, selon la nouvelle grille communale de densité à sept niveaux définie par l'Insee en 2022.
Elle est située hors unité urbaine. Par ailleurs la commune fait partie de l'aire d'attraction de Vannes, dont elle est une commune de la couronne,. Cette aire, qui regroupe 47 communes, est catégorisée dans les aires de 50 000 à moins de 200 000 habitants,.

### Occupation des sols
Le tableau ci-dessous présente l' occupation des sols de la commune en 2018, telle qu'elle ressort de la base de données européenne d’occupation biophysique des sols Corine Land Cover (CLC).
| Type d’occupation                                                                   | Pourcentage | Superficie (en hectares) |
| ----------------------------------------------------------------------------------- | ----------- | ------------------------ |
| Tissu urbain discontinu                                                             | 1,2 %       | 30                       |
| Terres arables hors périmètres d'irrigation                                         | 34,2 %      | 890                      |
| Prairies et autres surfaces toujours en herbe                                       | 2,5 %       | 65                       |
| Systèmes culturaux et parcellaires complexes                                        | 32,5 %      | 846                      |
| Surfaces essentiellement agricoles interrompues par des espaces naturels importants | 3,3 %       | 87                       |
| Forêts de feuillus                                                                  | 18,1 %      | 471                      |
| Forêts de conifères                                                                 | 7,2 %       | 187                      |
| Plans d'eau                                                                         | 1,0 %       | 20                       |
| Source : Corine Land Cover                                                          |             |                          |

## Histoire
Ancienne trève de Grand-Champ, Brandivy devient une paroisse indépendante en 1802, et une commune en 1862.

### La baronnie de Lanvaux
La baronnie de Lanvaux, dont le château-fort se trouvait aux bords de l'étang de La Forêt, fut l'une des plus anciennes de Bretagne, les seigneurs de Lanvaux siégeant aux États de Bretagne. Le plus ancien membre connu de la famille est Allain de Lanvaux, qui fonda près de son château l'abbaye Notre-Dame de Lanvaux, de l'ordre de Cîteaux. Par la suite, à la mort de Geoffroi de Lanvaux seigneur de Bourguerel la famille se divise en deux lignées:
- Alain de Lanvaux son fils aîné, attesté entre 1224 et 1270 est seigneur de Lanvaux et de Bourguerel dont le fils 
  - Geoffroi et le petit-fils Alain (entre 1298 et 1314) sont dépossédés par le duc de Bretagne. le fils du dernier, Pierre, prend le nom de la famille de sa mère de Trogoff.
- Olivier de Lanvaux, son fils cadet époux d'Adelice d'Hennebont, qui lui apporte un tiers du Kemenet-Héboé. Il se révolta en 1238 contre le duc de Bretagne Jean Ier le Roux, mais battu, il fut emprisonné au château de Suscinio jusqu'en 1248 et ses domaines de Lanvaux et d'Hennebont furent confisqués, la baronnie de Lanvaux étant désormais totalement rattachée au domaine ducal.
  - Leur fils, Geoffroi de Lanvaux, attesté jusqu'en 1289, prit le nom de Geoffroi d'Hennebont. Il épouse Catherine de Rohan.
    - Leur fille, Alice d'Hennebont, attestée de 1256 à 1283, dame de Tyhenri en Plouay, épousa le chevalier Eudon Picaut.

La baronnie fut cédée par le duc Jean IV en 1383 à la collégiale Saint-Michel de Brec'h, près d'Auray, sauf « les ruines du château, le parc, la forêt et la pêche de l’étang » que le duc de Bretagne se réserva. En 1464, cette partie fut donnée par François II à André de Laval, seigneur de Lohéac, maréchal de France, qui reprit le titre de baron de Lanvaux. Louis II de Rohan-Guémené, seigneur de Guémené en fit de même en 1485, ainsi que ses successeurs Louis IV en 1508 et Louis V en 1527, lequel, ainsi que ses héritiers, négligea ce titre par la suite.

### LeXXesiècle

#### La Belle Époque
Un décret du Président de la République en date du 14 juin 1911 attribue, à défaut de bureau de bienfaisance, les biens ayant appartenu à la fabrique de Brandivy et actuellement placés sous séquestre à la commune de Brandivy.

#### La Première Guerre mondiale
Le monument aux morts de Brandivy porte les noms de 56 soldats morts pour la France pendant la Première Guerre mondiale.

#### La Seconde Guerre mondiale
À la fin du mois de juin 1944, la compagnie FFI  dirigée par le capitaine Henri Le Frapper participa dans la région de Pluvigner et Brandivy à des actions de harcèlement contre les troupes allemandes ; le 28 juin 1944 sept résistants FFI furent tués près du carrefour de La Forêt-Le Purgatoire en Brandivy. Un monument commémoratif rappelle leur sacrifice.
Le monument aux morts de Brandivy porte les noms de 6 personnes mortes pour la France pendant la Deuxième Guerre mondiale.

## Politique et administration

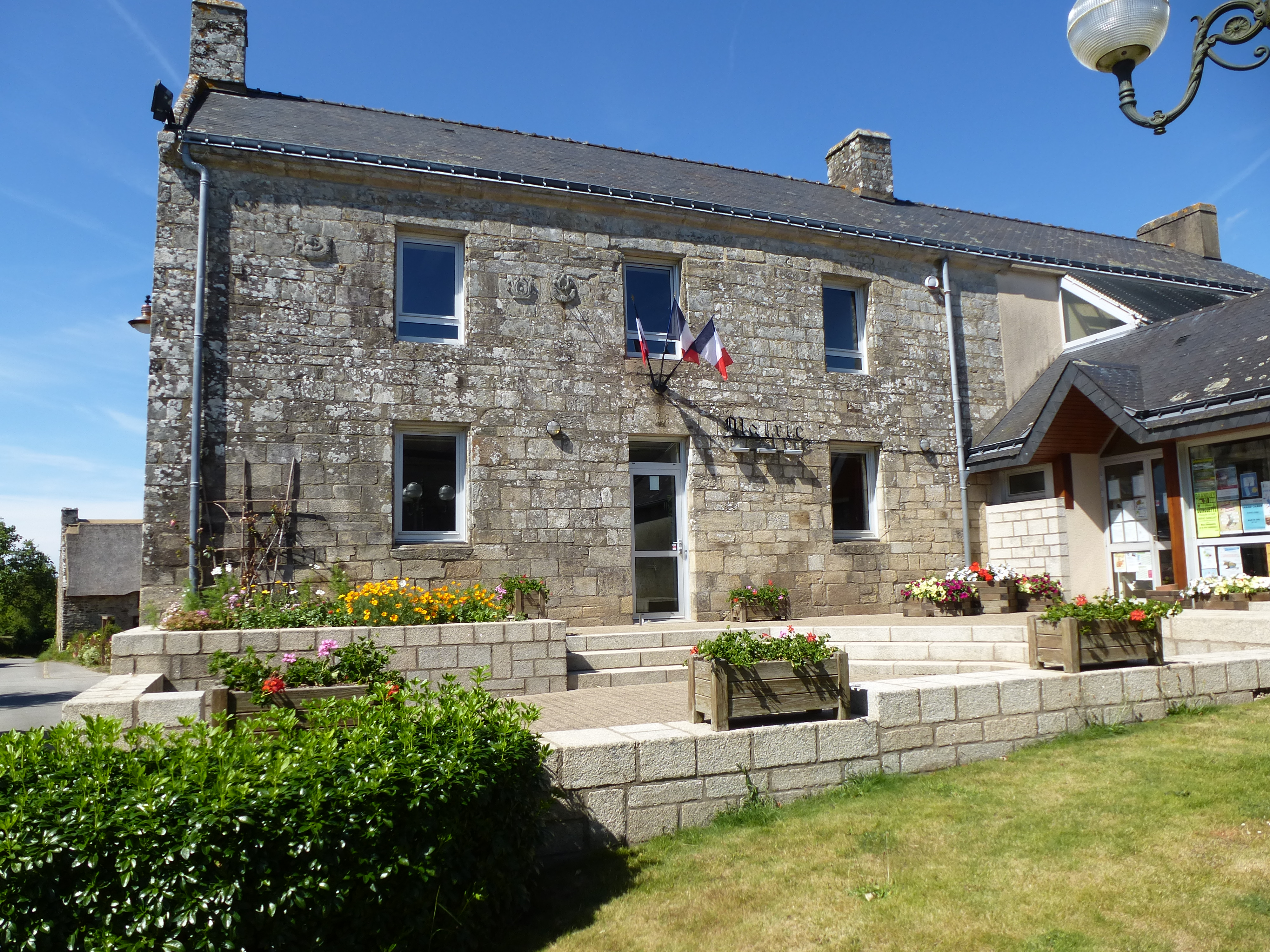
La mairie de Brandivy.

| Période         | Période         | Identité                    | Étiquette | Qualité |
| --------------- | --------------- | --------------------------- | --------- | --- |
| 1871            | 1874            | Joseph Rosnarho             |           | Adjoint délégué de 1868 à 1871                                                                                                 |
| 1874            | 1876            | Arthur Amaïeu               |           | Marquis d'Anglade |
| 1876            | 1878            | Julien Kerneur              |           | |
| 1878            | 1881            | Joseph Rosnarho             |           | |
| 1881            | 1901            | Mathurin Le Palud           |           | |
| 1901            | 1904            | Léon Mahé                   |           | |
| 1904            | 1905            | Mathurin Le Palud           |           | |
| 1905            | 1908            | Louis Jan                   |           | |
| 1908            | 1923            | Jean-Marie Le Gloanic       |           | |
| 1923            | 1925            | Jean-François Laigo         |           | |
| 1925            | mai 1929        | Jean-Marie Le Gloanic       |           | |
| mai 1929        | mars 1971       | Joachim Le Boulaire         |           | |
| mars 1971       | mars 1989       | Gilles de Cuverville        | DVD       | Exploitant agricole |
| mars 1989       | juin 1995       | Jean-Luc Dérian             |           | Cadre de l'agroalimentaire |
| juin 1995       | 28 mars 2014    | Denise Kervadec             | DVD       | Secrétaire comptable et administrative, maire honoraire Vice-présidente de la CC du Loc'h (2008 → 2014) Réélue en 2001 et 2008 |
| 28 mars 2014    | 23 mai 2020     | Jean-Marie Fay              | DVD       | Expert-comptable retraité, ancien adjoint Réélu en 2017 à la suite d'une élection municipale partielle                         |
| 23 mai 2020     | 8 novembre 2022 | Pascal Hérisson,            | DVD       | Ancien premier adjoint Démissionnaire le 27 octobre 2022                                                                       |
| 8 novembre 2022 | 4 février 2023  | Yannick Le Nocher (intérim) |           | Coordinateur technique, premier adjoint                                                                                        |
| 4 février 2023  | En cours        | Guillaume Grannec           |           | Formateur |

## Démographie
L'évolution du nombre d'habitants est connue à travers les recensements de la population effectués dans la commune depuis 1866. Pour les communes de moins de 10 000 habitants, une enquête de recensement portant sur toute la population est réalisée tous les cinq ans, les populations de référence des années intermédiaires étant quant à elles estimées par interpolation ou extrapolation. Pour la commune, le premier recensement exhaustif entrant dans le cadre du nouveau dispositif a été réalisé en 2006.

En 2022, la commune comptait 1 423 habitants, en évolution de +11,09 % par rapport à 2016 (Morbihan : +3,82 %, France hors Mayotte : +2,11 %).
| 1866  | 1872  | 1876  | 1881  | 1886  | 1891  | 1896  | 1901  | 1906  |
| ----- | ----- | ----- | ----- | ----- | ----- | ----- | ----- | ----- |
| 1 086 | 1 088 | 1 072 | 1 164 | 1 098 | 1 162 | 1 170 | 1 171 | 1 163 |

| 1911  | 1921  | 1926  | 1931  | 1936  | 1946  | 1954 | 1962 | 1968 |
| ----- | ----- | ----- | ----- | ----- | ----- | ---- | ---- | ---- |
| 1 178 | 1 152 | 1 141 | 1 187 | 1 108 | 1 074 | 981  | 917  | 831  |

| 1975 | 1982 | 1990 | 1999 | 2006  | 2011  | 2016  | 2021  | 2022  |
| ---- | ---- | ---- | ---- | ----- | ----- | ----- | ----- | ----- |
| 753  | 753  | 856  | 930  | 1 037 | 1 251 | 1 281 | 1 382 | 1 423 |

## Lieux et monuments
- Abbaye Notre-Dame de Lanvaux (XIIe – XVIIIe siècles) ;
- Chapelle Saint-Laurent (XVIe siècle) ;
- Château de la Grand'Ville (XVe siècle), inscrit au titre des monuments historiques par arrêté du 14 janvier 2022[43] ;
- Château fort de Lanvaux (date du Xe siècle ou du XIe siècle), il est inscrit à l'Inventaire général du patrimoine culturel[44] ;
- Croix de Douve Lahuen ;
- Croix de Kerhézo (XVIIIe siècle) ;
- Croix de Landévant ;
- Croix des Trois chênes (XIXe siècle) ;
- Croix du Tolgoët ou Croix du Salin ;
- Église Saint-Aubin (XVe – XVIIe siècles) ;
- Étang de la Forêt ;
- Fontaine Saint-Nicolas et routoir (XVe siècle) ;
- Groez Mottenneu – Croix de la petite motte  (XIXe siècle) ;
- Grotte et chapelle Notre-Dame de Lourdes (XXe siècle) ;
- Manoir de Kergal  (XVIe siècle), il est inscrit au titre des monuments historiques par arrêté du 12 mai 1925[45] ;
- Manoir de Tremer date du XVIe siècle, il est inscrit à l'Inventaire général du patrimoine culturel[46] ;
- Tombe des sept trous (XVIe siècle).